# دلتا (کلرادو)
دلتا (به انگلیسی: Delta) شهری در ایالت کلرادو کشور ایالات متحده آمریکا است که جمعیت آن در سرشماری سال ۲۰۱۰ میلادی، ۸٬۹۱۵ نفر بوده‌است.